# 八木剛平
八木 剛平（やぎ ごうへい、1938年 - ）は、日本の医学者、精神科医。元慶應義塾大学医学部助教授。現おおぞらクリニック院長。医学博士。

## 来歴
- 1938年 - 神奈川県に生まれる
- 1962年 - 慶應義塾大学医学部医学科卒業
- 1963年 - 慶應義塾大学病院インターン修了。慶應義塾大学医学部精神神経科助手。山梨県・日下部病院（現・日下部記念病院）医員
- 1965年 - 神奈川県・皆川病院（現・けやきの森病院）医員
- 1975年 - 医学博士（慶應義塾大学）[2]
- 1979年 - 東京都立大久保病院神経科医長
- 1986年 - 慶應義塾大学医学部精神神経科専任講師
- 1991年 - 慶應義塾大学医学部精神神経科助教授
- 2003年 - 翠星ヒーリングセンター・おおぞらクリニック院長、慶應義塾大学医学部精神神経科客員教授[1]

## 著書

### 単著
- 『手記から学ぶ統合失調症 —精神医学の原点に還る』金原出版、2009年5月。ISBN 9784307150637。

## 関連人物
- 神田橋條治
- 加藤敏